# Борзна
Борзна́ (укр. Борзна) — город в Нежинском районе Черниговской области Украины, административный центр Борзнянской городской общины. До 17 июля 2020 года был административным центром Борзнянского района. Расположен на берегах реки Борзенка в 104 км юго-восточнее Чернигова, в 12 км от железнодорожной станции Дочь на линии Бахмач — Гомель и в 2 км от автомагистрали Киев — Москва.
Борзна основана в XVI веке. Была полковым, сотенным местечком, а с 1781 года — уездным городом. Известная как место казни кандидатов на гетманскую булаву Якима Сомка и Василия Золотаренка Иваном Брюховецким после Чёрной рады 1663 года и как родина предводителя национально-освободительной борьбы украинского народа полковника Семёна Палия. На Борзнянском хуторе Мотроновка провёл последние годы своей жизни украинский писатель, поэт и драматург Пантелеймон Александрович Кулиш.

## География
Город расположен на севере Украины, на востоке Черниговской области, на границе полесья и лесостепи в Приднепровской низменности, на берегах реки Борзенка.
Ранее северная окраина города изобиловала болотами и трясинами, вследствие того, что очень закрутистая, богатая поймами, старицами и протоками Десна, медленно отступая к Сейму, оставляла за собой узкие низменности и глубокие затянуты илом озёра. Во всех направлениях местность низменная, как в направлении к Батурину и Бахмачу, так и к Нежину и Ивангороду.
Климат умеренно континентальный, мягкий с достаточным увлажнением. Среднегодовые температуры: январь −10 °C, июля +19 °C. Среднегодовое количество осадков 550—660 мм.
Почвы дерново-подзолистые серые, оподзоленные, чернозёмы. Средний балл плодородия 54. Полезные ископаемые: залежи торфа, промышленные запасы глины и песка.
Парки и сады составляют более чем половину площади Борзны. Крупнейшие — местный дендропарк и школьный сад. Основные породы деревьев: сосна, дуб, ольха, осина, берёза. В лесопарках города, особенно в многолетних лесах, гнездится ряд диких видов птиц, в том числе хищников и таких, что гнездятся в дуплах; обитают различные виды летучих мышей. Большинство этих видов занесены в Красную книгу Украины. Важную роль в сохранении биоразнообразия города играет река Борзенка и искусственные озёра — «зарои» (бывшие глиняные карьеры) на северной окраине Борзны. Гнезда аистов можно увидеть прямо на улицах и во дворах города.
Расстояние автодорогами до областного центра (Чернигов) — 147 км, до Киева — 187 км. Несмотря на то, что, на первый взгляд, Борзна занимает выгодное географическое положение рядом с железнодорожными (линии Бахмач — Гомель и Киев — Нежин — Бахмач ЮЗЖД) и автодорогами (автодорога М-02/E-101 Киев — Москва), попасть в город общественным транспортом довольно проблематично: в середине 1990-х годов в Борзне действовало автопредприятие, работала автостанция, с которой ходили рейсовые автобусы на Киев, Чернигов, Бахмач, Нежин, Ичню, Конотоп, Глухов и т. д., однако во времена экономического кризиса АТП прекратило своё существование, автостанцию закрыли. Нерегулярные транспортные перевозки осуществляли частные перевозчики.
На сегодняшний день, учитывая очень низкое экономическое развитие города, большинство горожан ездят на заработки в Киев. Так, со временем, актуальным стало возобновить работу автостанции города. Занялся этим, в 2014 году, один из частных перевозчиков. На данный момент автостанция прекрасно работает и предоставляет возможность комфортно, легко и удобно добираться в Борзну.
Приехать в Борзну из Киева сейчас так же возможно электропоездом повышенной комфортности со станции Киев-Пассажирский до станции Плиски (примерное время в пути ~ 2,5 часа) откуда, прямо от здания станции, за 20 минут вас доставят в центр Борзны частные микроавтобусы.
Автотрафик в городе не напряжённый. Дороги, преимущественно с асфальтовым покрытием, низкого качества. Любимое средство передвижения борзнянцев — велосипед. Если повезёт, можно увидеть и конную повозку.

## История

### Средневековье и Новое время
На окраинах Борзны археологами были найдены два скифских кургана V в. до н. э., остатки трёх раннеславянских поселений Черняховской культуры (II в. н. э.). На территории современной Борзны было найдено несколько римских монет II века и клад бронзовых украшений с эмалями IV—VI веков. Сохранилось городище периода Киевской Руси (VIII—XIII веков), уничтоженное в 1239 году войском Батыя.
Согласно современным официальным источникам датой основания Борзны считается XVI век: в конце XV века на месте нынешнего города возник хутор, который к середине XVI века уже был селом, названным Борзной. Борзна, как и большая часть Чернигово-Северской земли, в то время входила в состав Русского государства.
В 1618 году согласно условиям Деулинского соглашения Борзна, как и большая часть Новгород-Сиверщины, отошла к Речи Посполитой. В 1620 году городок был значительным населённым пунктом, который вёл торговлю зерном, скотом, поташом с другими городами.
В 1621 году значительные земельные владения в Задеснянском регионе получил Щасный Вышель — королевский ротмистр из Мазовецкого воеводства, вернувшийся из русского плена. Ему было передано «пустое городище Борзна с округой». К середине 1629 года Вышель, который в то время уже был Новгород-Северским хорунжим и Нежинским войтом, на своих землях «осадил» слободу Загоровка (Большая). За успехи «в осаждении за свой счёт пустых волостей в Севере» Сигизмунд III предоставил ему уже «Новгород-Сиверском капитану», 40 волок между реками Плиска и Загоровка. Позже к этим 40 волокам король добавил ещё столько же. Это передвигало границы Борзенской волости значительно дальше на юг.
В 1633 году в ходе Смоленской войны (1632—1634) Борзна была захвачена русскими войсками боярина М. Б. Шеина, но по условиям Поляновского мира 1634 года снова возвращена Польше. В том же году город получил магдебургское право, земельные владения и герб: на красном поле — золотой мальтийский крест над серебряными рогами вверх полумесяцем.
После перехода Сиверщины под польскую корону город вошёл в состав Черниговского воеводства. В 1635 году Щасный Вышель уступил Борзенскую волость Цехановскому кастеляну Францишку Вышлю (по данным других источников Франциску Вышелю Цезановському). К тому времени кроме Борзны в документе названы посёлки Сорока, Николаевка, Стрельники, Носеловка, Красиловка, Загоровка (Малая) и села Плиска и Загоровка (Большая).
Начало казацких восстаний под руководством Богдана Хмельницкого вызвал здесь своеобразную «муниципальную революцию», которая заключалась в массовой поддержке восстания местным населением, изгнании и уничтожении лиц, трактуемых как инициаторов ликвидации или урезание традиционных прав и привилегий казаков и вольных переселенцев, а также в экспорте революции местными казаками на север от Десны и Сейма. Как писал польный гетман Николай Потоцкий в письме от 31 декабря 1630 года коронному гетману Станиславу Концепольському, местные слободы это «пол. seminarium buntyw» (школа бунтов). В мае 1648 года войска Богдана Хмельницкого освободили Борзну от польского господства.
В 1648 году был сформирован Борзнянский полк (полковник — Пётр Забела). В 1649 году полк был ликвидирован, а Борзна стала центром сотни Черниговского полка. В 1650 году Борзнянская сотня входила в состав Нежинского полка, её сотником был Алексей Веридарский. Канцелярия сотни находилась в пердместье Оленевка. Здесь сотник и его жена Мария дочь полковника Василия Чеснока, имели владения. Казаки Нежинского полка принимали участие в походе на Кодак, а в 1653—1655 годах под руководством Ивана Золотаренко, помогая московским воеводам — в походе в Белоруссию.
Согласно решениям Переяславской Рады и мартовских статей 1654 года, Борзна, как и вся территория казацко-гетманского государства, попала под протекторат Московского царства: «Да февраля в 2 день [1654] столник Михаило Михаилов сын Дмитреев да подячей Степан Фёдоров приехали Нежинского полку в город Борзну и в том городе Борзне сотника и ясаула козаков и мещан того города и уезду сказав им государеву церкву и великого князя Алексея и к вере привели по чиновной книге того ж города в соборные церкви Рожества пресвятые Богородицы тое ж церкви при протопопе при Василье, а кто имены: сотник и ясаул, и козаки, и мещане того города и уезду у веры были их имена написаны в сей книге порознь… Всего в Борзне к вере приведені 1 человек сотник, 1 человек писар, 1 человек ясаул, 1 человек хоружей, 23 чело-века атоманов, 527 человек козаков, 2 человека земских старост, 603 человека мещан. Всех 1159 человек…»
В августе 1655 года местечко получил «на ранг» наказной гетман Иван Золотаренко.
17-18 июня 1663 года в Нежине состоялась Чёрная рада, на которой избирался гетман Левобережной Украины. После Рады победитель, гетман Иван Брюховецкий, казнил в Борзне своих оппонентов Нежинского полковника Василия Золотаренко и наказного гетмана Якима Сомко и семь их наиболее влиятельных сторонников среди казацкой старшины.
Борзнянский сотниками в 1654—1780 годах были представители рода Забел. В 1656 году Петр Михайлович Забела получил царскую грамоту на пять сел у Кролевца, принадлежавших при поляках Вышелю Цезановському (Цурковскому), владевшему и Борзной. Кроме этих сел, Петру Забеле, по семейным преданиям, были отданы также «дом королевский в замке, в Борзне и другие за городом, в замке», вероятно в усадьбе, которая называлась «Зелёным двором».
Борзенцы вместе с московскими стрельцами ходили на Крым (1687 и 1689 гг), на Азов (1695—1696), сражались со шведами в Северной войне 1700—1721 годов. В Северной войне кроме казаков Борзенской сотни принимали участие и 30 местных мещан, вступившие в ополчение и участвовавшие в борьбе против шведов.
В 1751 году Борзна была отдана на ранг генеральному обозному и члену малороссийской коллегии, Семёну Васильевичу Кочубею, которому посполитые были обязаны «отбывать всякие по принадлежности повинности и послушания, без всякого сопротивления».
Во второй половине XVII века была возведена Борзнянская крепость, важным элементом укреплений которой был деревянный замок-дворец. Он имел выход к реке Борзенке, создававшей естественную преграду с юго-запада. Позже крепость была реконструирована: построены 10 пятиконечных земляных бастионов. В конце XVIII века на территории крепости было четыре каменных церкви Троицкий собор (построен в XVII веке), Благовещенская (1717 г., колокольня 1865 г.), Свято-Николаевская 1768 год, достроена в 1903 году, колокольня 1864 г.) и Успенская (1788 г., в 1905 году построена новая Рождества Христова) и деревянные Воскресенская и Пречистенская церкви. Борзна постепенно расширяла свою территорию за счёт пригородов Новый Город, Кустовка, Подкупишевка, села Конюшевка и слободы Часныковка. В 1666 году в ней проживали 197 казаков и 351 мещан. Развивались ремесла: работали сукновалы, мясники, пекари, сапожники, ткачи, кузнецы, колесники, дегтяри — всего 63 ремесленника. В городе действовали 32 солодовни и 40 винокурен.
В XVIII веке Борзна продолжала развиваться. В 1736 году здесь проживало 240 семей казаков и 180 посполитых. В 1748 году количество казачьих семей увеличилось до 323. Основным их занятием прежнему оставалась обработка земли, которой было всего 12 305 десятин. Ремесленники объединялись в пять цехов: мясной, кузнечный, портновский, ткацкий и сапожницкий. Трижды в год устраивались ярмарки, длившиеся 2-3 недели. Сюда приезжали не только жители соседних сел и городков, но и купцы из Калуги, Курска и других городов. Они привозили соль, рыбу, а скупали солод, вино, полотно, сукно, сапоги. Но на борзнянские ярмарки приезжали в основном за хлебом. Местные купцы вывозили свои товары в Валахию, Венгрию и Молдавию.
В этот период создаётся городское самоуправление: казаки Борзны подчинялись сотнику, а мещане — магистрату.
После ликвидации казацко-гетманского государства в 1781 году Борзна стала уездным городом Черниговского наместничества. С 1796 года — уездным центром Малороссийской, а в 1802 году — Черниговской губернии. В это время в ней насчитывалось 905 домов, в которых проживало 6995 жителей: 2189 казаков, 2029 мещан, 2172 крестьян.
Начало XIX века ознаменовалось событиями Отечественной войны 1812 года. В Борзенском уезде было сформировано ополчение в составе 1013 мещан и крепостных. Среди ополченцев было 690 жителей Борзны. Кроме того, для нужд армии горожане собрали 13345 рубля пожертвований.
В первой трети XIX века город переживал нелегкие времена. Вследствие того, что дома в городе были деревянными, под соломенными крышами, участились пожары. В 1831 году указом Николая I юридически отменено магдебургское право. Не хватало продовольствия вследствие неурожая 1834 года. Постепенно Борзна превратилась в провинциальный городок Российской империи.
После ликвидации магдебургского права, городом управляли органы самоуправления. Община пыталась заботиться о том чтобы в них попали люди компетентные и уважаемые. В начале 1860-х годов Борзнянскую городскую думу возглавлял купец Степан Белоус.
Для социально-экономического развития города большое значение имели Киево-Петербургское шоссе, Либаво-Роменская и Курско-Киевская железные дороги, Киево-Московская почтовая дорога. Постепенно Борзна перестраивалась — в городе появилась почтовая станция.
К 1859 году численность населения в городе достигла 8453 жителей: 3054 мещан, 2096 казаков, 2205 крепостных. К 1861 году число лавок увеличилось до 58. Город превратился в один из центров хлебной торговли на Украине. Появились два кирпичных завода, пять гончарных мастерских, две дубильни. В это время в Борзне работали 771 ремесленник. Особенно много производилось кож и овчины. Изготовленные местными мастерами полушубки и сапоги продавались не только на Украине, а и поставлялись в соседние российские губернии и даже на Кавказ. Жителей обслуживала больница на 25 коек (открылась в середине XVIII века). При четырёх церквях действовали приходские школы, в которых учились 80 детей. С 15 августа 1824 года функционировало уездное училище, открытое на пожертвования качановского помещика Григория Степановича Тарновского. В 1893 году появилось новое учебное заведение — по просьбе земской управы Борзнянского уезда была организована школа садоводства, огородничества и пчеловодства. Её интендант Сычёв купил под неё землю в городской управе, за короткое время построил дом, ныне общежитие мальчиков. Впоследствии земская управа выкупила усадьбу с домом у Сычёва и сразу же начала строить новый дом для школы садоводства с тремя классами, залом, квартирой для заведующего школы (это здание школы садоводства было сожжено немцами зажигательной бомбой в 1941 году).
Брокгауз и Ефрон описывают Борзну в начале XX века: «В городе Борзна 8582 жителей, домов 1569, церквей православных 4. Город очень бедный: магазинов 10, лавок 70, каменных домов 2; маслобойни и кожевенные заводы, разведение табака; городской земли 720 десятин. Число лиц, владеющих недвижимостью — 1248. Городские доходы 1750 рублей. Пригородные села Конешевка и Чесноковка имеют 1267 чел. жителей, которое присоединены к городскому. Несмотря на значительную древность и удобное положение, город Борзна не развивается ни в промышленно-заводском или торговом отношении, ни по росту населения».
XX век Борзна встретила как провинциальный городок со своими событиями местного значения. Однако не обошли её события революции 1905—1907 годов. В 1905 году на борьбу за улучшение условий учёбы, жизни и работы поднялись слушатели школы садоводства, огородничества и пчеловодства. Но их выступление было подавлено, руководители преданы суду и сосланы в Сибирь.
С 1908 по 1914 год уездное земство способствовало строительству в Борзне народного дома и амбулатории, сооружению тротуаров, освещению улиц, открытию городского общественного банка, созданию телефонной сети. В 1912 году на территории школы садоводства был построен дом для земской управы и заседаний мировых судей (после установления советской власти этот дом стал главным учебным корпусом совхоза-техникума). В доме, где теперь размещаются квартиры преподавателей, до революции была земская библиотека и земская касса мелкого кредитования. В 1913 году в доме, где сейчас расположен историко-краеведческий музей, была построена телефонная станция. В 1915 году для нужд земства был приобретён первый в городе автомобиль.

### Новейшая история
Февральская революция, октябрьские события 1917 года надолго изменили патриархальный уклад жизни городка.
Советскую власть в Борзне установлено 4 (17) января 1918 года, когда большевистская армия Михаила Муравьёва, направляясь на Киев, захватила Борзну. Однако после заключения Брестского мира и договорённости с немецким и австрийским правительствами об освобождении Украины от большевиков в течение марта -апреля немецко-австрийские войска заняли Левобережную Украину. Борзну также занял отряд немецких войск.
Сформированный при гетмане Скоропадском 29-й Борзенский пехотный полк армии Украинской державы, который входил в состав 10-й пехотной дивизии, участвовал в боях с немцами и большевиками на Черниговщине и Полтавщине как минимум до антигетманского восстания.
В начале января 1919 года наступление на Левобережную Украину начала Украинская советская армия Антонова-Овсеенко. В первой декаде января Борзну заняли 2-й Таращанский полк 1-й дивизии 1-й армии Украинского фронта РККА, возглавляемой Иваном Локотошем и Прилуцко-Борзенский военно-революционный отряд Петра Ковтуна.
Борзнянцы без энтузиазма приняли большевистские «реформы» и как могли противостояли оккупации. В марте 1919 года крестьяне Борзенского, Нежинского и Конотопского уездов подняли восстание против большевиков спровоцированное реквизициями хлеба, которое было жестоко подавлено. Тогдашняя газета отмечала, что «везде, где проходят красноармейцы, происходят погромы… А 8 марта, когда первый и третий Таращанский полки отказались идти на фронт против Директории, их окружили московские полки, обезоружили, расстреляли каждого десятого и после этого снова послали на фронт».
Очередной раз Борзна «перешла из рук в руки», на этот раз уже деникинцам генерала Бредова, когда Добровольческая армия Деникина начала поход на Москву. В конце августа 1919 года войска 5-го кавалерийского корпуса генерала Юзефовича захватили Конотоп и Бахмач.
В ночь на 10 сентября «добровольцы» конно-гвардейского отряда ротмистра Будды-Жемчужникова совершили в Борзне еврейский погром. Минимум двадцать четыре борзнянских евреев были убиты (из них пять стариков), а их дома сожжены, имущество разграблено. Казаки безжалостно издевались над евреями, а затем рубили людей саблями, перед этим обобрав их до нитки. Не жалели ни детей 12-13 лет, ни стариков. По свидетельствам очевидцев, более 100 женщин и девушек были изнасилованы. Убытки еврейской общины города от погрома и поджогов составили до 25 млн рублей. Тогдашние киевские газеты информировали: «Во время погрома в Борзне было убито много евреев … Женщин, молодых и старых, насиловали прямо на улице. Те евреи, которым удалось выжить, прятались в лесах и болотах». Местное коренное население, как свидетельствовал председатель Совета Борзенской еврейской общины Яков Расновский, с возмущением восприняло действия захватчиков, и не только не участвовал в погроме, а способствовало спасению имущества от разграбления и давало приют затравленным евреям.
Восстановление буржуазно-помещичьих порядков, антиукраинская политика, репрессии, еврейские погромы привели к возникновению на Борзнянщине массового повстанческо-партизанского движения, направленного против деникинской диктатуры. Однако партизанские отряды имели разную политическую ориентацию, причем достаточно широкого спектра — от советских и петлюровских формирований — до политически неопределённых так называемых партизан-«безвладников».
Крах общего наступления армии Деникина на Москву привёл не только к тотальному отступления белых, но и к перелому во всей Гражданской войне. В середине октября 1919 года началось контрнаступление Южного фронта Красной армии. На левом « Украинском» участке белогвардейского фронта в конце октября началось наступление 12-й советской армии на Черниговщине. Третий раз, и уже окончательно в Борзне советская власть установлена 5 ноября 1919 года: белые, сдав Чернигов (7 ноября) и Бахмач (18 ноября), отошли на линию Конотоп — Глухов. Но до установлению "твердой и образцовой " власти советов на Борзнянщине было ещё далеко. Партизанские отряды продолжали активно действовать. Секретный отдел ВЧК докладывал в Москву в мае 1920 года: «Весь Борзенского уезд, за исключением нескольких сел, носит самостийныцкий характер, представляет благоприятную почву для петлюровской агитации и ждёт прихода петлюровцев». «В Борзенском районе Черниговской губернии оперирует банда из 250 человек под руководством петлюровских офицеров», — содержала информацию агентурная сводка оперативного отдела Киевского военного округа от 22 мая 1921 года. Повстанческие отряды активно противодействовали политике «раскулачивания». На Борзенщине ещё долго действовали банды Хруща и Степана Несукая. Особенно новую власть донимал отряд Несукая, действовавший в Борзнянском, Сосницком и Конотопском районах вплоть до 1924 года.
Во второй половине 1920-х в Борзне начался процесс послевоенного восстановления. В посёлке заработала электростанция, открылись педагогические курсы, детская художественная студия, народный дом, две библиотеки, изба-читальня и т. п. С октября 1931 года в Борзне выпускается районная газета «Колхозник Борзенщины» (укр. «Колгоспник Борзенщини», ныне — «Вісті Борзнянщини»).
В ходе голода 1932—1933 годов, горожане, как «срывники хлебозаготовки», постановлением бюро Борзенского райкома КП(б)У от 25 ноября 1932 года были занесены на «чёрную доску». А уже 15 марта 1933 года Борзна и Шаповаловка были официально отнесены к «наиболее поражённым пищевыми трудностями» населённым пунктам Черниговщины. Жизнь пригородных колхозников было нищенской. 15 марта 1933 года райотдел ГПУ тайной депешей докладывал руководству, что в Борзне и Шаповаловке голодают «колхозных семей — 5, индивидуальных — 35, всего — 300 человек». В докладной записке облотдела ГПУ обкома КП(б)У сообщалось: «В посёлке Борзна голодает 20 семей бедняков членов колхоза „Червона Зирка“, которые имеют много нетрудоспособных … В селе Шаповаловка 15 бедняцких семей, членов колхоза „Переможець“, голодающих две семьи опухли от голода».
В 1932—1933 годах умершими от голода официально зарегистрированы по меньшей мере 12 жителей самой Борзны (вместе с Забеловщиной), 2 — Великой Загоровки, 17 — Оленовки, 16 — Шаповаловки. Важной особенностью голодомора на Борзнянщине является факт голода не только среди крестьян, но и среди рабочих и служащих. Из-за голода в 1933 году был сорван учебный процесс в школах.
Многие из борзнянцев пытались спастись от голода в других районах России и Белоруссии, хотя выезд крестьян был официально запрещён и отслеживался органами ГПУ; значительная их часть подалась также в Донбасс.
Не успели оправиться от голода, как началась Вторая мировая война. В конце августа 1941 года, в ходе битвы за Киев, немецкая 2-я танковая группа генерала Гудериана начала наступление против войск Юго-Западного фронта генерал-полковника Кирпоноса в направлении на Конотоп с целью форсировать Десну и выйти в глубокий тыл Юго-Западного фронта. Им противостояла 21-я армия под командованием генерал-лейтенанта В. И. Кузнецова. Штаб армии находился в Борзне. В первых числах сентября здесь развернулись ожесточённые бои. 5 сентября Кузнецов отдал приказ на отвод войск армии на южный берег Десны, но меры были приняты уже слишком поздно. 10 сентября противник силами танковой дивизии СС «Рейх», 1-й конной дивизии, 293-й, 112-й, 45-й и 131-й пехотных дивизий прорвал фронт на участке Конотоп — Бахмач и зашёл в тыл армии. 11 сентября 1941 года 219-я стрелковая дивизия, войска которой защищали Борзну, вынуждена была покинуть город и отступить в направлении Оленовки. Ночью, после скоротечного боя, немцы вошли в город. Павшие защитники Борзны были похоронены местными жителями в двух братских могилах на городском кладбище и рядом со школой. Позже, после войны, на месте захоронения был заложен Школьный парк и воздвигнут монумент Защитникам города.
Тяжёлые потери понесла Борзна во время оккупации — 179 её жителей были вывезены в Германию, а 126 были расстреляны немецкими захватчиками у села Шаповаловка. Больше всего пострадали евреи, которых в Борзне оставалось около 110 человек. Ночью 18 января 1942 года солдаты и полицаи согнали всех борзнянских евреев и погнали в сторону Шаповаловки. В ту ночь в противотанковом рву было расстреляно 104 еврея. Лишь немногие, кто смог скрыться у соседей, пережил эту страшную резню. С октября 1942 по сентябрь 1943 военные преступления и бесчинства на Борзнянщине осуществляли военнослужащие венгерской 105-й лёгкой дивизии из состава Восточной оккупационной группы войск по указаниям командующего группой генерал-лейтенанта Золтана Иоганна Алдя-Папа.
В период оккупации в городе действовала подпольная комсомольская организация, которая поддерживала связь с партизанским отрядом.
26 августа 1943 года началась Чернигово-Припятская наступательная операция советских войск Центрального фронта генерал-полковника Рокоссовского, целью которой было нанести главный удар силами 2-й танковой, 65-й и частью сил 48-й и 60- армий на Новгород-Северском направлении, вспомогательный удар — силами 60-й армии на Конотопском направлении, разгромить войска противника и выйти на среднее течение Днепра. В начале сентября войска 60-й армии генерал-лейтенанта Черняховского, сходу форсировав Сейм, начали наступление вдоль железной дороги Конотоп — Бахмач — Нежин и левого берега Десны. На Борзнянском направлении наступление велось с плацдарма в районе Новых Млинов силами 322-й стрелковой дивизии 17-го гвардейского стрелкового корпуса (командир — полковник Лащенко Пётр Николаевич). В ходе стремительного наступления к концу дня 7 сентября 1943 года Борзна была освобождена от немецких захватчиков. Однако на следующие сутки немцы перешли в контрнаступление со стороны Ильинцев и Мавошино. Ожесточённые бои на западных окраинах Борзны продолжались до 12 сентября. При освобождении Борзны погибли девять советских солдат, которые были похоронены на центральной площади города.
На фронтах Великой Отечественной войны погибли 562 борзнянца. В 1975 году в центре города был установлен памятник павшим землякам, на гранитных плитах которого высечены имена всех погибших земляков.
Во время войны и в послевоенный период на Борзнянщине действовала группа ОУН так называемой «Конотопской округи», а в 1947—1949 годах в Борзне — молодёжная подпольная группа под руководством Василия Теребуна из Кинашевки. В неё входили четыре члена и восемь «сочувствующих». Члены организации пропагандировали идеи образования независимой Украины, знакомили молодёжь Борзны и прилежащих сел с антисоветскими прокламациями и подпольной литературой, а в ночь с 6 на 7 ноября 1948 года (канун годовщины Октябрьской революции) распространили в Борзне листовки, «направленные на срыв мероприятий советской власти».
Согласно административно-территориальному делению СССР до 1966 года Борзна значилась посёлком. В 1966 году она получила статус города. 26 августа 1966 года Борзна отнесена к категории городов районного подчинения.
Сразу после освобождения Борзны возобновила работу МТС. Позже на реке Борзенке построили дамбу с гидроелектрогенератором. Гидроэлектростанция питала электроэнергией не только Борзну, а и близлежащие села.
Однако ещё долго дома борзнянцев отапливались дровами и торфом, а воду брали из колодцев.
В 1970-х годах борзнянцев подключили к центральному водоснабжению, в 1980-х провели газ.
В конце 1980-х годов в Борзне работали объединения «Райсельхозтехника», филиал одного из киевских номерных радиозаводов, кирпичный завод, завод продтоваров, хлебозавод, молокозавод, совхоз-техникум, две средние школы и школа-интернат.
После экономического спада 1990-х годов экономика Борзны возрождается. В городе работают более десятка сельскохозяйственных и промышленных предприятий. Развита сеть учреждений социальной сферы.
В 1996 году в Борзне открылся после реконструкции музей-усадьба народного художника Украины Александра Саенко, который функционирует сегодня не только как музей художника, но и как центр сохранения, приумножения и распространения истории, культуры и традиций Борзнянщины. Ежегодно здесь проводятся встречи с известными людьми — уроженцами Борзны проживающими за пределами Черниговской области и Украины, а также со славными земляками, живущими здесь сейчас и своим трудом и общественной деятельностью делающими заметный вклад в развитие истории и традиций родного края.
В 2002 году открыт историко-мемориальный музей-заповедник Пантелеймона Кулиша на хуторе Мотроновка, где прежде проживал этот выдающийся писатель и этнограф.
Последние годы в городе восстановлен Свято-Николаевский храм, возрождаются из запустения Свято-Васильевский храм и церковь Рождества Христова.
В городе работают сельскохозяйственный техникум, гимназия, школа-интернат.

## Население

### Языковой состав
Родной язык населения по данным переписи 2001 года:
| Язык       | Численность, чел. | Доля     |
| ---------- | ----------------- | -------- |
| Украинский | 11 265            | 97,80 %  |
| Русский    | 227               | 1,97 %   |
| Другие     | 26                | 0,23 %   |
| Итого      | 11 518            | 100,00 % |

## Образование
В Борзне работают Государственный сельскохозяйственный техникум, гимназия имени Пантелеймона Кулиша, школа-интернат, общеобразовательная школа I—III степеней, 3 общеобразовательные школы I степени, 2 детских сада, дом детского и юношеского творчества, детско-юношеская спортивная школа.
Средние учебные заведения:
- Борзнянский государственный сельскохозяйственный техникум (г. Борзна, ул. О. Десняка, 23). Основан в 1898 году. На дневном отделении, на основе полного и базового среднего образования, осуществляется подготовка специалистов пяти профилей: бухгалтерский учёт, агрономия, пчеловодство, организация и технология ведения фермерского хозяйства и хранение, консервирование и переработка плодов и овощей на отделениях агрономии и пчеловодства. На заочном отделении готовят младших специалистов по пчеловодству и бухгалтерском учёте. На базе техникума функционирует учебно-консультационный пункт Сумского национального аграрного университета.
- Гимназия имени Пантелеймона Кулиша (г. Борзна, ул. Б. Хмельницкого, 1). Гимназия готовит выпускников с углублённым изучением предметов математического и гуманитарного направлений. Гимназия расположена в историческом здании в котором с 1912 года действовало Выше начальное училище (1824—1912 — уездное училище).
- Борзнянская общеобразовательная школа № 1 (ООШ I—III ступеней, г. Борзна, ул. Ул. Б. Хмельницкого, 3).
- Борзнянская общеобразовательная школа-интернат (ООШ I—III ступеней, г. Борзна, ул. Красносельского, 3).

## Интересные факты
- Князь И. М. Долгоруков начинает своё стихотворение «Остолопову» 1817 года (ответ на стихи Н. Ф. Остолопова) следующими строками:

Есть город на Руси по имени Борзна, 

В котором не найдешь ни сливок, ни вина; 

Однако ж иногда почтовы эстафеты 

Привозят и сюда журналы и газеты. 

Хоть нечем живота со вкусом накормить, 

По крайности есть чем головушку вскружить.

## Персоналии

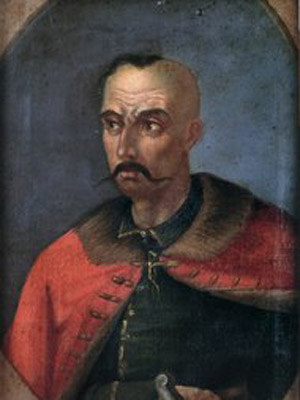
Семён Палий — руководитель селянско-казацкой войны

- Азовская, Вера Яковлевна (1894—1958) — советская театральная актриса. Засл. арт. УССР (1943)[36]
- Забила, Виктор Николаевич (1808—1869) — украинский поэт XIX века.
- Саенко, Александр Ферапонтович [1899—1985) — украинский художник, народный художник Украинской ССР. По инициативе ЮНЕСКО имя А. Ф. Саенко внесено в список выдающихся деятелей культуры мира.
- Семён Палий (1640-е — 1710) — полковник белоцерковецкий, руководитель национально-освободительной войны украинского народа.
- Олейник, Анатолий Андреевич (1902—1936) — украинский поэт.
- Плющ, Иван Степанович (род. 1941) — украинский политический деятель.
- Полуботок, Павел Леонтьевич (1660—1724) — наказной гетман Украины (1722—1724) после смерти Ивана Скоропадского, черниговский полковник. С мая 1723 заключён в Петропавловской крепости.
- Окрейц, Станислав Станиславович (1836—1922) — русский писатель, издатель.